# Cichladusa arquata
El zorzal palmero acollarado (Cichladusa arquata) es una especie de ave paseriforme de la familia Muscicapidae propia del este de África. 

## Distribución y hábitat
Se encuentra en África oriental y el este de África central, distribuido por Botsuana, Burundi, Kenia, Malawi, Mozambique, el este de la República Democrática del Congo, Ruanda, Tanzania, Uganda, Zambia y Zimbabue. Su hábitat natural son las sabanas y las zonas de matorral.